# St. Martin (Derichsweiler)

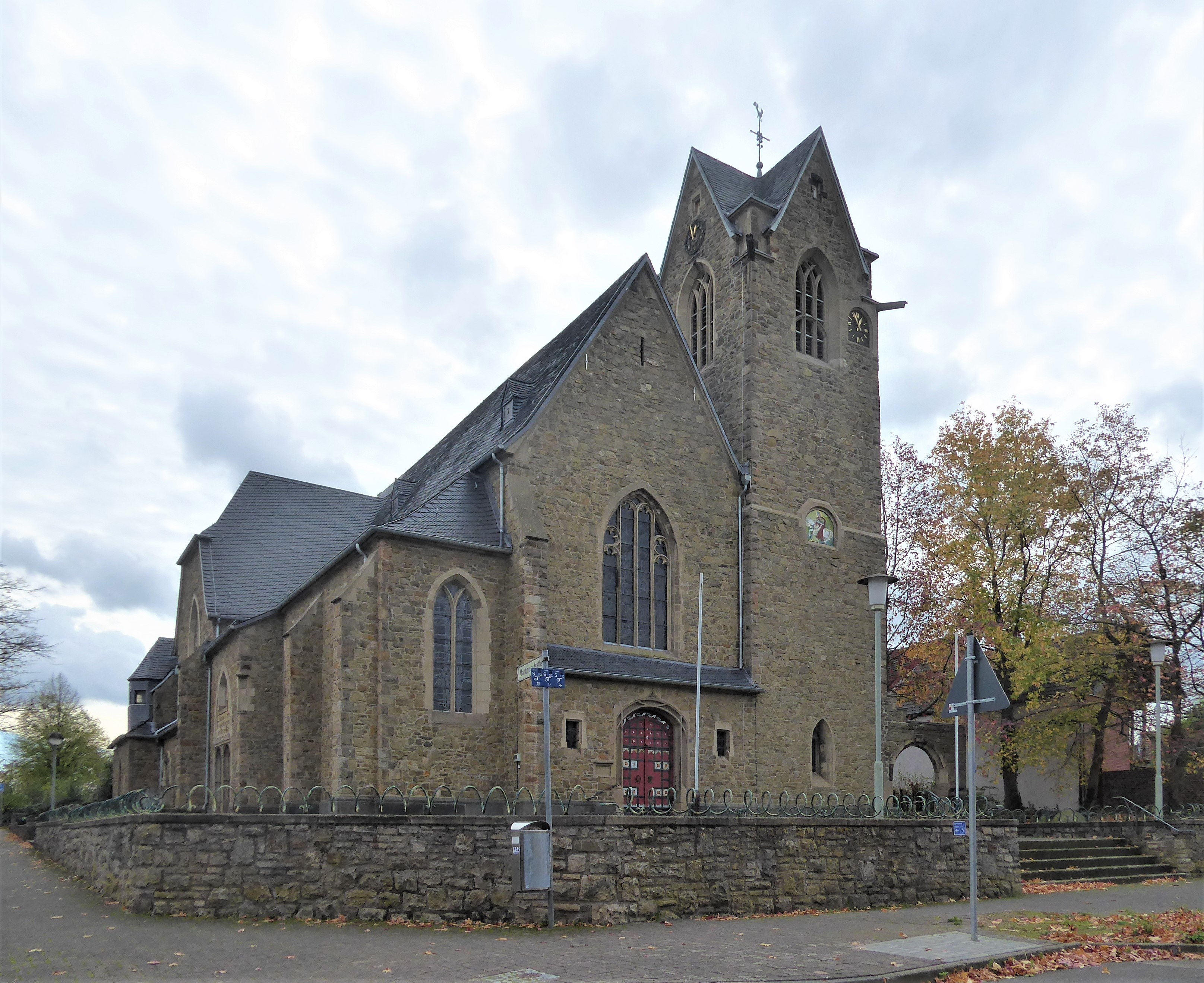
St. Martin in Derichsweiler

St. Martin ist eine römisch-katholische Pfarrkirche im Dürener Stadtteil Derichsweiler im Kreis Düren in Nordrhein-Westfalen. Das Gotteshaus ist dem hl. Martin von Tours geweiht und wurde zwischen 1908 und 1910 nach Plänen von Stephan Mattar errichtet.

## Geschichte
Eine Kirche in Derichsweiler wurde erstmals 1283 urkundlich erwähnt. Bei dieser Kirche handelte es sich um die heutige Alte Kirche in direkter Nachbarschaft der Pfarrkirche. Zu dieser Zeit war Derichsweiler auch bereits eigenständige Pfarrei. Durch die starke Bevölkerungszunahme Anfang des 20. Jahrhunderts wurde die Alte Pfarrkirche zu klein und ein Neubau an anderer Stelle wurde beschlossen.

## Baugeschichte
Der erste Spatenstich zum Neubau der Pfarrkirche fand am 15. August 1908 statt und der Grundstein konnte am 22. Mai 1909 gelegt werden. Am 21. August 1910 war die Kirche schließlich fertiggestellt und wurde durch den Dechanten des Dekanates Derichsweiler und Pfarrer von Lamersdorf Johann Bartz eingesegnet. Bei dieser Feier übergab Architekt Stephan Mattar dem Derichsweiler Pfarrer Franz Schiffers symbolisch die Kirchenschlüssel. Die Kosten zum Bau des Gotteshauses betrugen 90.000 Mark. Die Pläne zum Bau der Pfarrkirche fertigte der Kölner Architekt Stephan Mattar an. Er übernahm auch die Bauleitung. Die Maurerarbeiten wurden von Bauunternehmer Leonhard Olbertz aus Düren ausgeführt. Die Konsekration erfolgte am 28. Mai 1911 durch den Kölner Weihbischof Joseph Müller.

## Baubeschreibung
Die zwischen 1908 und 1910 nach Plänen von Stephan Mattar ausgeführte Pfarrkirche ist eine dreijochige und dreischiffige Hallenkirche mit Querschiff und dreiseitig geschlossenem Chor. Der eingezogene und dreigeschossige Glockenturm befindet sich vor dem rechten Seitenschiff. Im Winkel zwischen Chor und Querschiff befindet ist auf linker Seite die Sakristei angebaut. Die Orgelempore befindet sich nicht wie in den meisten Kirchen dieser Bauart über dem Hauptportal des Mittelschiffs, sondern im linken Querschiff, was recht ungewöhnlich ist. Das gesamte Bauwerk wurde im Baustil der Neugotik ausgeführt und mit Bruchsteinen verkleidet. Der Innenraum wird von Kreuzrippengewölben überspannt und die Fenster besitzen zwei- bis vierbahniges Maßwerk.

## Ausstattung
In der Kirche befinden sich noch einige historische Ausstattungsstücke. Dazu zählen die barocke Kanzel im Querschiff, welche sich schon in der Alten Kirche befand, zwei neugotische Seitenaltäre aus Holz aus dem 19. Jahrhundert sowie eine Kreuzigungsgruppe im linken Seitenschiff. Die Gestaltung im Chorraum mit Zelebrationsaltar, Ambo, Tabernakel und Bronzekreuz ist modern.
Alle Buntglasfenster der Pfarrkirche schuf der aus Düren stammende Glasmaler Hermann Gottfried im Jahr 1960. Neben abstrakten Kompositionen besitzen einige Fenster auch figürliche Motive. Über dem Hauptportal ist ein Fenster mit Darstellung der Mantelübergabe des hl. Martin von Tours zu sehen und das Fenster über der Orgelempore stellt die Verkündigung des Herrn dar. Im Chor sind Opferszenen aus dem Alten und Neuen Testament, die Kreuzigung Christi sowie der Sündenfall, die Taufe Jesu im Jordan und die Hochzeit zu Kana zu sehen.

## Orgel
Die Orgel ist ein Werk der Aachener Orgelbauanstalt Karl Bach aus dem Jahr 1957. Sie besitzt 24 Register auf zwei Manualen und Pedal verteilt, die Traktur ist elektropneumatisch. Teile der Pfeifen stammen jedoch noch aus der Vorgängerorgel, die eine Arbeit der Firma Orgelbau Romanus Seifert & Sohn aus Kevelaer war. Dieses Instrument war keine gewöhnliche Orgel, sondern eine Multiplexorgel.
| I Hauptwerk C–g3 |       |
| Prinzipal        | 8′    |
| Rohrflöte        | 8′    |
| Oktave           | 4′    |
| Gemshorm         | 4′    |
| Nachthorn        | 2′    |
| Sesquialtera     |       |
| Mixtur IV        | 1 ⁄3′ |
| Solotrompete     | 8′    |
| Schalmey         | 4′    |

| II Nebenwerk C–g3 |       |
| Gedackt           | 8′    |
| Weidenpfeife      | 8′    |
| Sing. Prinzipal   | 4′    |
| Blockflöte        | 4′    |
| Superoktav        | 2′    |
| Spitzquinte       | 1 ⁄3′ |
| Zimbel I          | 1′    |
| Oboe              | 8′    |

| Pedal C–f1    |     |
| Prinzipalbass | 16′ |
| Subbass       | 16′ |
| Oktavbass     | 8′  |
| Gedacktbass   | 8′  |
| Choralbass    | 4′  |
| Flachflöte    | 2′  |
| Posaune       | 16′ |

- Koppeln: II/I, I/P, Sub I/P, II/P
- Spielhilfen: Handregistratur, Freie Kombination 1, Freie Kombination 2, Tutti, Pedaloktav

## Glocken
Im Glockenturm hängt ein dreistimmiges Geläut aus Bronze-Glocken. Zwei der drei Glocken wurden noch aus der Alten Kirche übernommen und stammen aus dem 16. Jahrhundert.
| Nr. | Name | Durchmesser (mm) | Masse (kg, ca.) | Schlagton (HT-1/16) | Gießer                                                            | Gussjahr |
| 1   | -    | 1.218            | 1.200           | f’ +8               | Jan van Trier, Aachen                                             | 1525     |
| 2   | -    | 934              | 500             | as’ +8              | Josef Feldmann & Georg Marschel; Fa. Feldmann & Marschel, Münster | 1952     |
| 3   | -    | 559              | 120             | g’’ -3              | Jan van Trier, Aachen                                             | 1594     |

Mollterz

## Pfarrer
Folgende Pfarrer wirkten bislang als Seelsorger an St. Martin:
| von – bis | Name                               |
| --------- | ---------------------------------- |
| 1853–1868 | Heinrich Welter                    |
| 1868–1886 | Johann Theodor Breyen              |
| 1886–1888 | Johann Adam Otten (Pfarrverwalter) |
| 1888–1897 | Johann Adam Otten                  |
| 1897–1903 | Peter Joseph Beuel                 |
| 1903–1920 | Franz Schiffers                    |
| 1920–1937 | Adam Zaun † 15.02.1937             |
| 1937–1957 | Johann Harmes † 14.02.1963         |
| 1957–1957 | Johann Frentzen † 09.02.1958       |
| 1958–1982 | Franz Ginnen † 15.12.1982          |
| 1983–1985 | Anton Lintzen † 15.08.2003         |
| 1985–2006 | Heinz Josef Biste                  |
| 2006–2010 | Heinrich Plum                      |
| Seit 2011 | Norbert Glasmacher                 |